# Luca Verdecchia
Luca Verdecchia (Porto San Giorgio, 24 maggio 1978) è un velocista italiano, sei volte sul podio con la staffetta 4×100 metri in manifestazioni internazionali.

## Campionati nazionali
2006
- Oro ai campionati italiani assoluti, 100 m piani - 10"42

2007
- Oro ai campionati italiani assoluti, staffetta 4x100 m - 40"05

2009
- Bronzo ai campionati italiani assoluti, 100 m piani - 10"60
- Argento ai campionati italiani assoluti, staffetta 4x100 m - 40"58

2010
- Argento ai campionati italiani assoluti, staffetta 4x100 m - 40"42